# John Boynton Priestley
John Boynton Priestley (13. září 1894, Bradford – 14. srpna 1984, Alveston) byl anglický spisovatel, dramatik a scenárista. V řadě jeho próz se odráží jeho yorkshirský původ, zejména v té nejznámější Dobří kamarádi (The Good Companions, 1929). Patřil k nejpřekládanějším autorům v období československé třetí republiky (1945–1948). Přispěla k tomu jeho levicová orientace i jeho návštěva Prahy v roce 1947.

## Život
V šestnácti letech začal pracovat jako nižší úředník v Helm & Co. v rodném Bradfordu. Zúčastnil se bojů první světové války, dobrovolně se přihlásil do Pluku vévody z Wellingtonu. V červnu 1916 byl těžce raněn, když byl zaživa pohřben zákopovým minometem. Strávil mnoho měsíců ve vojenských nemocnicích a zotavovnách. Trpěl také následky vystavení jedovatému plynu. Na frontu se vrátil roku 1917, ale pracoval již jen na administrativních pozicích.
Po vojenské službě získal "za odměnu" univerzitní vzdělání, vystudoval anglickou literaturu na Trinity College v Cambridgi, absolvoval roku 1922. Jeho první velký úspěch přišel s románem Dobří kamarádi (1929), který z něj udělal hvězdu anglické literatury a vynesl mu James Tait Black Memorial Prize. Někteří jeho rychlou slávu ale nenesli dobře, k takovým lidem patřil Graham Greene, který podle všeho Priestleyho sarkasticky zobrazil v románu Stamboul Train (1932). Priestley dokonce Greenovi hrozil právními kroky, pokud potvrdí, že byl vzorem pro jednu z postav.
Po úspěchu v beletrii se nicméně Priestley obrátil k dramatu, kde proslul specifickou prací s jevištním časem, v čemž ho silně ovlivnily teorie filozofa Johna Williama Dunna. Jeho nejznámější hrou se stala An Inspector Calls (1945), která měla premiéru v Moskvě.
V roce 1940 napsal Priestley esej pro časopis Horizon, ve které kritizoval George Bernarda Shawa za jeho podporu Stalina. Přesto to byl Priestley, kdo byl později často podezírán ze sympatií ke komunismu. Během druhé světové války byl pravidelným hlasatelem v rozhlase BBC. Jeho pořad The Postscript, vysílaný v neděli večer, poslouchalo 16 milionů diváků - pouze Churchill byl u posluchačů oblíbenější. Priestley si za to vysloužil obdiv i dávného oponenta Greena. Priestleyho relace, tak oblíbené v době Dunkerku a bitvy o Británii, však byly nakonec na popud britské vlády zrušeny jako příliš levicové. V roce 1942 byl spoluzakladatelem socialistické Strany společného bohatství (Common Wealth Party). Vůči Priestleymu byli obezřetní i labouristé, kteří se roku 1945 ujali vlády. Jeho jméno bylo na seznamu vypracovaném roku 1949 Georgem Orwellem, který označil spisovatele, jež by mohli mít prokomunistické smýšlení.
V letech 1946 a 1947 byl delegátem Spojeného království na konferencích UNESCO. V roce 1947 byl předsedou divadelních konferencí v Paříži a v následujícím roce v Praze. V roce 1958 se stal zakladatelem kampaně za jaderné odzbrojení. V roce 1965 odmítl uvedení do šlechtického stavu (life peer), roku 1969 odmítl vyznamenání Řád společníků cti.
Priestley je dnes považován za člověka s předsudky vůči Irům. V jeho díle existuje několik protiirských poznámek, zejména v cestopise English Journey (1934). V roce 1964 vydal knihu Man and Time, v níž hájí názor, že člověk může mít prorocké sny. Byl velkým milovníkem vážné hudby, v roce 1941 hrál důležitou roli v organizaci sbírky pro Londýnský filharmonický orchestr, který se snažil etablovat jako samosprávný orgán po odchodu Thomase Beechama. Napsal i jedno libreto, k opeře Olympané (1948). K jeho četným milenkám patřila i herečka Peggy Ashcroftová. Byl několikrát ženatý, jeho poslední ženou se stala archeoložka a spisovatelka Jacquetta Hawkesová.

### Česky vyšlo (jen první vydání):
- Dobří kamarádi, Družstevní práce 1934 (překlad Jaroslava Michálková)
- Andělská ulička, Julius Albert 1935 (překlad Zdena Münzrová)
- Zázračný hrdina, Ústřední dělnické knihkupectví a nakladatelství 1937 (překlad Jiří Pober)
- Milenci v kamenném lese, Josef Vilímek 1937 (překlad Jaroslava Michálková)
- Dálava, Ústřední dělnické knihkupectví a nakladatelství 1938 (překlad Jan Květ a K. Kraus)
- Bratrstvo soudného dne, Sfinx 1939 (překlad W. F. Waller)
- Sobotní svítání, Práce 1946 (překlad Jan J. Lorenc)
- Skrytý sen: essay o Britanii, Spojených státech a Sovětském svazu, Žikeš 1946 (překlad Čeněk Sovák)
- Jasné dny, Melantrich 1947 (překlad L. Kaufmannová-Fastrová)
- Tři muži v nových šatech, Svoboda 1947 (překlad Božena Plšková)
- O životě, literatuře a politice, Orbis 1947 (překlad Hana Žantovská)
- Filmový fanoušek, Československé filmové nakladatelství 1947 (překlad Jaroslav Moravec)
- Inspektor se vrací: hra o třech jednáních, Svoboda 1947
- Adam v měsíčním světle, Josef Vilímek 1948 (překlad Lída Weinfurtrová)
- Přišli k městu: hra o dvou dějstvích, Alfa 1952 (překlad Ota Ornest)
- Nebezpečná křižovatka: hra o třech dějstvích, Dilia 1963 (překlad Marie Horská a Jan Makarius)
- Poklad: satirická komedie o třech dějstvích, Dilia 1964 (překlad Hana Budínová)
- Začalo to v ráji: komedie o třech dějstvích, Dilia 1968 (překlad Marie Horská)
- Doktor Salt opouští město, Avicenum 1970 (překlad Ladislav Smutek)
- Ztracené ráje, Práce 1975 (překlad Olga Štilijanovová)